# كريستيان سميدت
كريستيان سميدت (بالنرويجية: Kristian Smidt) (20 نوفمبر 1916 - 9 أغسطس 2013) هو مؤلف أدبي نرويجي.

## سيرته الشخصية
ولد في ساندفيورد وهو ابن المطران يوهانس سميدت. كانت اطروحة الدكتوراه الخاصة به عام 1949 معالجة أدبية لأعمال ت. س. إليوت. تم تعينه أستاذ للأدب الإنجليزي بجامعة أوسلو من 1955 إلى 1985. من بين منشوراته أعمال عن جيمس جويس ومسرحيات شكسبير.
كما بحث سميدت في مشاكل النص في أعمال شكسبير، مع التركيز بشكل خاص على مسرحية ريتشارد الثالث. قام بتأليف العديد من الكتب التي تحلل أعمال العديد من الكتاب المشهورين تضمنت أعماله شكسبير المتنوع 2000، ترجمة إبسن 2000 و الدائنون الصامتون 2004.
نشر سميدت مجموعة مقالات عن الشعر والنقد عام 1972.
في عام 1957 أصبح زميلا الأكاديمية النرويجية للعلوم والآداب. حصل على وسام الإمبراطورية البريطانية عام 1985. توفى في أغسطس 2013.